# 东方黑绵鳚
东方黑绵鳚，為輻鰭魚綱鱸形目绵鳚亞目绵鳚科的其中一種，分布於西北太平洋區的日本海域，屬底棲性魚類，棲息深度0-600公尺，體長可達10.1公分。

## 扩展阅读
維基物種上的相關：东方黑绵鳚